# Messeng (Mfou)
 (juillet 2017).
Si vous disposez d'ouvrages ou d'articles de référence ou si vous connaissez des sites web de qualité traitant du thème abordé ici, merci de compléter l'article en donnant les références utiles à sa vérifiabilité et en les liant à la section « Notes et références ».
Pour les articles homonymes, voir Messeng.
Messeng (ou Mesing) est un village de la région du Centre au Cameroun, localisée dans la commune de Mfou et le département de la Méfou-et-Afamba.

## Localisation
Messeng est un village qui se trouve à 12 kilomètres au sud de la ville de M'fou. Il est le chef-lieu du Groupement Mvog-Zambo. Pour y arriver, on traverse les villages Nkilzok, Kamba et Kondebisse. Le village Messeng compte 4 quartiers à savoir en venant de M'fou : Nkolngok, Melen, Olem et Essang. Messeng est limité par les villages suivants : au nord par Kondebisse, au nord-ouest par Loum 2, au sud-ouest par Ziili, au sud par Assombo et à l'est par Nkongmedzap. Les frontières administratives avec l'arrondissement de Dzeng du département du Nyong-et-So'o sont à Nkongmedzap et à Zilli. Le village Messeng s'étire en longueur sur 2,62 kilomètres et couvre une superficie de 18,71 km2. Pour aller à Messeng pour ceux qui ne disposent pas de moyens de location, vous pouvez prendre les taxi-brousse qui desservent la ville de M'fou, à Etam-bafia. Le trajet coûte 500 Francs CFA. Vous pouvez également emprunter les véhicules de transport à Awaé-escalier pour M'fou, vous payez à cet effet 400 Francs CFA. Arrivés à M'fou, les motos vous conduiront à Messeng moyennant 700 Francs CFA de frais de transport. La route est non macadamisée du carrefour du Lycée Bilingue jusqu'à Messeng. Ce sur ce tronçon, la durée du trajet est comprise entre 15 et 30 minutes.

## Population
Les populations de Messeng sont de la race Bënë. En 1965, ce village comptait 284 habitants et lors du recensement de 2005, on y a dénombré 297 résidents sans compter la diaspora. 
Les populations de Messeng parlent le Bene. Mais elles disent couramment qu'elles parlent l'Ewondo. En réalité, bien qu'il y ait peu de différences entre le Bene et l'Ewondo, il convient de dire que la langue commune des Bene et les Ewondo est le Kolo (lire kwala). Nous adressons à ce titre nos remerciements au peuple Eton, qui continue à rappeler aux Ewondo, Bene, Etenga, Enoa, Tsinga, Batschenga et Mbidambani, qu'ils sont des Kolo.
Le village Messeng regroupe deux sous-lignages de la race Bene. Il s'agit des Mvog-Essissima que l'on retrouve à Nkolngok, Melen et Olem. Tandis qu'au quartier Essang, nous retrouvons les Nyimambani qui s'assimilent aux Mvog-Zambo. Le sous-lignage Mvog-Essissima est le plus représentatif dans ce village. Les anciens Mvog-Essissima disent que la localité de Messeng était autrefois habitée par les Etenga.

## Origines desMvog-Essissima
Les Mvog-Essissima, à travers leur chant de ralliement, se présentent comme les descendants du fils aîné de Mbarga Tsogo, encore appelé Mbartsog ou Mbatsogo, un des fils de Nnë-Bot (Owono Nkore), ancêtre des Bënë. Mbartsog rappellerait certainement aux Beti du Cameroun, Congo, Guinée Équatoriale et Gabon que le nom de l'ancien président américain Barack Obama est en fait la forme américanisée de Mbarga Obama. Les Mvog-Essissima résident actuellement à Messeng (arrondissement de M'fou, département de la Méfou-et-Afamba), à Lara (arrondissement de Nkol-Afamba, département de la Méfou-et-Afamba), Koumou (arrondissement de M'fou, département de la Méfou-et-Afamba), à Zilli et Olone (arrondissement de Dzeng, département du Nyong et So'o), Nkolekabili, Mefindi (arrondissement de Nkol-Metet, département du Nyong-et-So'o) et Nyep (arrondissement d'Akoéman, département du Nyong et So'o). Il faut préciser que les frères d'Essissima, dont le vrai nom est Essi Modo Nkoa, sont Zambo Melounou, Evini Melounou, Amougou Ba'ana, Manga Ndzié, Mani Zé, Owono Ndzouli, Koda, Nnomo Kabat, etc.
ESSISSIMA NKOA, fils de Mbartsog a eu deux (02) enfants à savoir Ebozoa Evulu et Mbarga Evulu
A. Les descendants d’Ebozoa Evulu
- Mbarga Ezala
- NDI NSI
- OWONO NSI
- ONDOA MINFUMU
 Nota 1 : le Rameau Ebozoa Evulu actuel, doit probablement descendre d’Owono Nsi.

B.  LA DESCENDANCE DE MBARGA EVULU
Mbarga Evulu quant à lui, marié à quatre femmes, a comme descendance avec :
1.  Ada Sena
-      Atangana Ada [Rameau des Mvog-Mbala Onana]
-      Mbarga Ada
-      Akoa Ada [rameau Mvog-Akoa]
-      Ebozoa Ada
-      Endomo Ada
2.  Minfumu Oyomo
-      Koé Minfumu
3.  Messina me Mba [Rameau Mvog-Messina me Mba]

4.  Ebaleba
Le vrai nom de cette femme, ne serait-il pas Eba Essa’a ?
-      Owono Eba [Rameau Mvog-Eba de Messeng]
-      Mbarga Mba
Les Mvog-Eba descendent d’Ebaleba. Owono Eba est le père d’Amougou Abouri, chef traditionnel probablement pendu par les Allemands le 14 août 1914. Dans les lignes qui suivent, nous allons donner la généalogie d’Amougou Abouri jusqu’à ses arrière-petits-fils sont :

a) -  NKOLO, EPOUSE D’AMOUGOU ABOURI
Avec Nkolo, Amougou Abouri a eu deux garçons et une fille à savoir Owono Nkolo, Mbarga Ondoa Nkolo et Bessomo Nkolo.

a.1     Owono Nkolo
Owono Nkolo a eu deux enfants avec Ondoa Mboé :
-       Mbarga Vitus
-      Alou

a.2 OYONO NGAZANG, EPOUSE D’AMOUGOU ABOURI
Oyono Ngazang a eu deux filles avec Amougou Abouri à savoir :
-      Eyenga Oyono, partie en mariage à Zalom dans l’arrondissement de Metet ;
-      Ntsama Oyono Delphine, qui n’a pas eu d’enfant.

b.2     Mbarga Ondoa Nkolo
À la mort d’Amougou Abouri, Mbarga Ondoa deuxième enfant de Nkolo, a hérité de son père. En effet, Mbarga Ondoa qui a travaillé avec les colons allemands a largement contribué au rayonnement de la chefferie de son géniteur. En succédant ainsi à son père, Mbarga Ondoa a hérité de sa plus jeune de ses épouses à savoir Oyono Ngazang.

b.1        Les enfants de Mbarga Ondoa avec Oyono Ngazang
a)  Amougou Oyono Patrice
Les enfants d’Amougou Oyono Patrice avec Ngono Ezembé Clémentine sont : Abogso Martine, Eba Amougou Bénoït+, Owono Amougou Joseph+, Ngaba Amougou Innocent, Amougou Bessomo Grégoire, Oyono Antoinette, Ngazang Bernadette et Amougou Amougou Patrice.

b)  Mbarga Mba Symphorien
Mbarga Mabarga Symphorien a épousé Betébé Toua, et laissé un enfant à savoir Amougou Mbarga Jérôme

c)  Mbida Oyono Raphaël
Mbida Andela Raphaël n’a pas eu d’enfant avec son épouse Ngayene Clémentine.

d)  Eba Oyono Sabine
Eba Sabine a laissé un enfant à savoir Owono Edouard+ 
b.2.2        Les enfants de Mbarga Ondoa avec Elono Ngazang
Elono Ngazang était la petite-sœur d’Oyono Ngazang, et leur père s’appelait Mvoundi Oyono. Elle a eu beaucoup d’enfants mort-nés et a finalement laissé comme progéniture :
a)  Odi Mbelé Gilbert
Les enfants d’Odi Mbelé Gilbert avec Enyegué Mba Marcelle sont : Mbarga Ondoa Sébatien+, Onana Blaise+, Zang Enyegué Wenceslas+, Odi Gilbert+, Ebogo Véronique+, Ntsama Delphine, Mbarga Symphorien+, Mfono Salomé, Elono Enyegué, Ondoa Odi Clément+
b)   Bessomo Evoulou Mbessa
Elle a épousé un Mvog-Manga d’Ekali et a eu les enfants suivants : Mekomo Daniel, Awoumou, Mbarga Nkene+, Owono+,….

1.2.3        L’enfant de Mbarga Ondoa avec Ntolo
Ntolo a eu une fille à savoir Mbang Ntolo. Cette dernière est allée en mariage à Ngui, juste après le quartier Nkol-ngok de Messeng. Elle a eu deux enfants à savoir : Owono Mbang Martin et________

1.2.4        L’enfant de Mbarga Ondoa avec Ngono Mimbang
Ngono Mimbang a eu comme fils Atangana Alexandre, fils aîné de Mbarga Ondoa. Avec Mfona Cathérine son épouse, Atangana Alexandre n’a pas eu d’enfant.

1.2.5        L’enfant de Mbarga Ondoa avec Azoa
Azoa a eu une fille unique à savoir Nkolo Odile. Elle est allée en mariage chez un Ntumu d’Ekali, et a eu comme enfants : Ngoumou Clovis, Avidi Polycarpe, Olounou+, Azoa, Bessomo, Ayi

1.3     Bessomo Nkolo
Elle était la fille d’Amougou Abouri avec Nkolo. Elle est partie en mariage chez les Mvog-Nnomo de Mfida. Elle a eu comme fils, le chef Amougou Bessomo Grégoire.

3.  MINSI, EPOUSE D’AMOUGOU ABOURI
Amougou Abouri a eu un enfant avec Minsi à savoir Owono Minsi. Owono Minsi a épousé Mbang et a laissé deux enfants à savoir Amougou Mbang Paul et Olinga Mbang Linus. 

       3.1 Les enfants d’Amougou Mbang Paul
       Les enfants d’Amougou Mbang Paul avec Akoa sont : Akogo, Mbang, Owono Amougou Félix, Amougou Amougou Jean-Claude+, Abodo+. Amougou Mbang Paul n’a pas migré à Messeng. Il a préféré rester à Lara.

3.2     Les enfants d’Olinga Mbang Linus
Olinga Mbang Linus a contracté un deuxième mariage avec Ondoa Pauline, après le décès de sa première épouse Mendouga Jacqueline. Ses enfants avec Mendouga sont : Abogo Cécile+, Abomo Juliette+, Bessomo Calixte et Mvogo Joseph.
Avec Ondoa Pauline, Olinga Linus a eu comme enfants : Amougou Jacques, Olinga Linus et Bissila.

4.  EBOGO, EPOUSE D’AMOUGOU ABOURI

Amougou Abouri a eu deux enfants avec Ebogo à savoir : Amougou Barthélémy et Amougou Jacques (Nogo). Amougou Jacques n’a pas eu d’enfant avec sa femme Eyong Véronique.

5.  NNOMO, EPOUSE D’AMOUGOU ABOURI
Avec Nnomo, Amougou Abouri a eu deux enfants à savoir : Amougou Nnomo et Minkoulou Nnomo. Ils sont restés à Koumou.

Nota 2 : les origines des Mvog-Okala Essola ne sont pas connues. M Bouli Laurent (Mvog-Okala Essola approché, ne nous a pas fourni des informations à ce sujet. Il en est de même, des aïeux du rameau Mvog-Messengue.
Nous suggérons afin de pallier ces omissions, de considérer que Mbarga Evulu avait eu d’autres épouses :
5.  Okala Essola, pour le rameau Mvog-Okala Essola
6.  Messengue, pour le rameau Mvog-Messengue

3. Hymne des Mvog-Essissima
Binë esia mbog/
Binë nya mbog/
Binë esia mbog/Ntol y’ayong Mbartsog
Binë ntol/ Binë ntol/binë ntol y’ayong Mbartsog/ [2 fois]
Mbartsog mon Owono nkore/
Owono nkore/ tin benë besë/
Mvog-Essissima/ba vë nya olugu asë
Binë ntol/ Binë ntol/binë ntol y’ayong Mbartsog/ [2 fois]
Mvog-Essissima menda menda/he dzam nda bito dzom dzidia
Mvog-Essissima memvog memvog/he dzam nda biwulge nsamba mbog
Binë ntol/ Binë ntol/binë ntol y’ayong Mbartsog/ [2 fois] 

## Les clans desMvog-Essissimade Messeng
La population des Mvog-Essissima (y compris ceux de la diaspora) est évaluée à 958 habitants au 30 juin 2017.

## Quartier Nkolngok
Dans ce quartier, on retrouve uniquement les Mvog-Akoa. Il compte 176 habitants. C'est dans ce quartier que résident le Chef de Groupement Mvog-Zambo et le Chef du village Messeng.

## Quartier Melen
Il y a dans ce quartier les clans suivants :
- les Mvog-Ebozoa Evoulou : 17 personnes ;
- les Mvog- Minfoumou Ondoa : 47 habitants ;
- les Mvog-Mballa Onana : 102 habitants ;
- les Mvog-Akoa : 72 habitants.

Dans ce quartier se trouvent une chapelle catholique et une école publique.

## Quartier Olem Alenya
Les clans suivants coexistent dans ce quartier couramment appelé Olem dont la signification échappe à ses propres habitants :
- les Mvog-Eba : 328 habitants. Leur zone d'habitation est parfois appelée « Nkolmitag ou Chine populaire », du fait de sa forte densité ;
- les Mvog-Mballa Onana : 56 habitants
- les Mvog-Akoa : 39 habitants;
- les Mvog-Messengue : 12 habitants ;
- les Mvog-Messine me Mba : 45 habitants ;
- les Mvog-Okala Essola : 64 habitants.

## Religion
Les populations de Messeng sont toutes catholiques. Le père Gilbert Odi, fils de Messeng, est un prêtre catholique. Messeng a eu auparavant un religieux de la Congrégation du Sacré-Cœur de Jésus, frère Joseph Owono Amougou, mort le 12 janvier 2004 AMOUGOU Patrice Gervais est quant à lui, un théologien du catholicisme romain.

## Cours d'eau
Quatre ruisseaux traversent le village Messeng à savoir : Nloubou (entre Nkolngok et Melen), Ngueboa (entre Melen et Olem), Ndigui-ntoulou (entre Olem et Assombo) et Otobissog qui est la limite naturelle entre les Mvog-Essissima et les Mvog-Ngaba, c'est-à-dire entre les arrondissements de Mfou et Dzeng ou encore les départements de la Mefou et Afamba et le Nyong et So'o. Les habitants du village Messeng ne connaissent pas la signification des noms de ces ruisseaux.

## Agriculture
Les populations de Messeng pratiquent l'agriculture itinérante sur brulis. Elles cultivent à ce titre : le manioc, l'arachide, le pistache, le macabo, l'igname, le gombo, le « zom », « l'ébiege », le « tege », le maïs, la patate douce, les pommes de terre, la papaye, la mangue, l'orange, la madarine, l'avocat, le safou (sa), le plantain, la banane, la tomate traditionnelle (ngoro), les échalotes et l'okok. Les mangues sauvages (ndok) sont ramassées, concassées et réduites en pâte pendant le mois d'août. Le riz cultivé dans les marécages disparaît peu à peu. Le cacao est la seule culture de rente. Le poisson d'eau douce est pêché abondamment dès le mois de janvier. Tandis que la viande de brousse abondent pendant la période pluvieuse. Le manioc est transformé en bâtons de manioc et en couscous. La sauce d'arachide accompagnée du manioc est la nourriture de base. Les gâteaux sont faits à base du manioc (nkonda), maïs (ekomba et ebè-fon), macabo auxquels on ajoute la pâte d'arachide. Le mets d'arachide (nnam-owondo), repas très prisé des Bënë est plus préparé pendant la période de récolte des arachides. La bouillie de maïs frais arrosée de l'huile de palme (nsog) se prépare dans de grandes marmites et est servie à toute la famille. Lorsque la même bouillie est préparée sans y ajouter l'huile de palme, on l'appelle « mgbet ». Le plantain pilé est préparé pendant les grandes festivités et accompagne les plats de viande ou de poisson. Le mets des auberges débarrassées de la membrane sont malaxées avec la pâte d'arachide (efirigi-zong) et s'accompagne du manioc, macabo ou plaintain. L'art culinaire se pratique de plusieurs façons : la nourriture peut être cuite dans les marmites ou emballée dans les feuilles de bananier (ndomba). Pendant la période des semailles des arachides, le manioc et le macabo sont consommés braisés. L'arachide a une attirance particulière pour les Mvog-Essissima. Elle est consommée dans les sauces, grillée ou bouillie. 

### Activités sportives
Pendant la période des grandes vacances (juin, juillet et août), il est organisé un tournoi de Football baptisé « Emergence-Football Vacances ». Ce tournoi comprend un championnat et une coupe. Les équipes qui y participent régulièrement sont : Real FC de Messeng, Lyon FC de Messang, Politicos de Nkongmedzap, Kamba FC, Bastia FC d'Onyé, Nouvelle Génération de Kondébissé, Renaissance de Loum, Liverpool FC d'Assombo, Nkilzock FC. Le palmarès de ce tournoi depuis 2011 se présente comme  :
- Réal FC de Messeng : champion (2013), vainqueur de la coupe (2011, 2014 et 2016), vice-champion (2011, 2012, 2016), finaliste de la coupe (2012, 2013) ;
- Lyon FC de Messeng : champion (2011, 2014), finaliste (2014) ;
- Politicos FC de Nkonmedzap : vainqueur de la coupe (2012) ;
- Bastia d'Onyé : champion (2012), vainqueur de la coupe (2013) ;
- Barcelone d'Essang : champion (2016).

### Activités culturelles
Les danses pratiquées par les populations de Messeng tournent aujourd'hui autour du Bikutsi, qui devient de nos jours un fourre-tout des danses ancestrales. En effet, il n'est plus aisé de nos jours de distinguer le Bikutsi des rythmes tels que : l'élak, le nyeng, le mengana, l'ozila, le koé et l'éwanga. Notons en le précisant que le Bikutsi était une danse initiatique réservée exclusivement aux femmes chez les Beti. Les jeux de société tels que : le songo, le ngeuk et le ndongo disparaissent de nos jours.